# Paul Lawrie

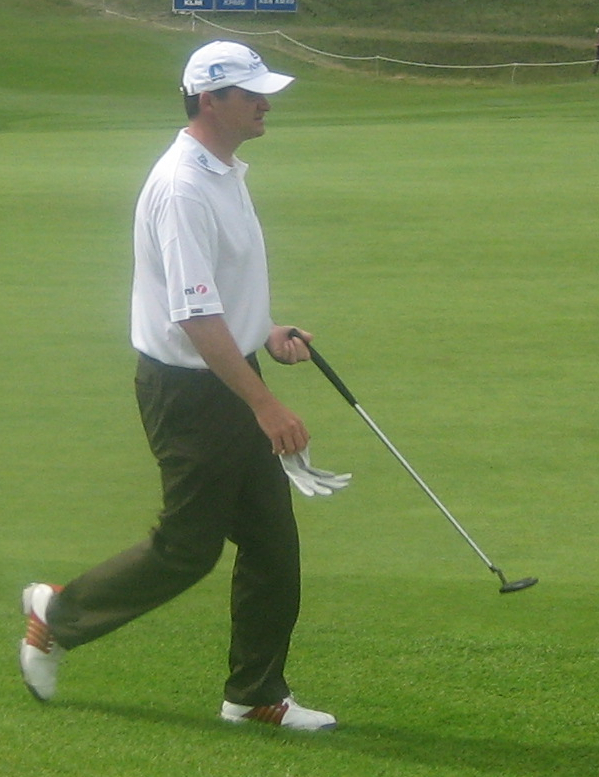
Paul Lawrie

Paul Lawrie, född 1 januari 1969 i Aberdeen, är en skotsk professionell golfspelare.
Lawrie blev medlem på PGA European Tour 1992 och spelade i många tävlingar men drog inte speciellt mycket uppmärksamhet till sig. Under sina sju första säsonger placerade han sig bland de 50 bästa i penningligan endast en gång och det var 1996 då han slutade på 21:a plats. Han slutade dock bland de 100 bästa under alla säsonger och hans första seger på europatouren kom 1996 i Catalan Open.
Hans karriär förändrades 1999. Efter att ha vunnit Qatar Masters tidigt under säsongen så vann han senare den 128:e upplagan av majortävlingen The Open Championship på Carnoustie i juli. Detta var den Opentävling då fransmannen Jean Van de Velde kastade bort sin ledning med tre slag inför det sista hålet. Lawrie vann därmed särspelet över fyra hål mot Van de Velde och amerikanen Justin Leonard. Det ovanliga med Lawries seger var att han aldrig låg i ledningen under tävlingen men när de 72 hålen hade spelats klart så hade Leonard och Van de Velde tappat slag och han delade därmed ledningen i klubbhuset. Lawrie blev också den vinnare som under den sista rundan hade tagit in flest slag i en majortävling, 10 slag på ledaren Van de Velde.
Efter sin majorseger höjdes Lawries spelnivå men inte så mycket så att han hamnade i världseliten. Han slutade på nionde plats i europatourens penningliga 1999, sjätte 2001 då han vann Dunhill Links Championship och tionde 2002 då han vann sin femte seger på europatouren i Wales Open. 2003 tappade han formen och i mars 2005 hade han fortfarande inte hittat tillbaka till sitt spel. 
Efter segern i The Open Championship blev Lawrie medlem på den amerikanska PGA-touren och spelade där under flera säsonger samtidigt som han tävlade på europatouren. Han hade dock inte några större framgångar i USA och när hans femårskvalifikation efter majorsegern gick ut tappade han sitt medlemskap på PGA-touren.
I mars 2011 vann Lawrie Open de Andalucía de Golf vilket var hans första tourseger på 9 år. I februari 2012 tog han hem segern i Qatar Masters för andra gången i karriären. Samma år vann han även Johnnie Walker Championship at Gleneagles i augusti. Tack vare ett bra spel under säsongen lyckades han också kvalificera sig till det europeiska laget i Ryder Cup 2012, något han inte gjort sedan 1999. 

## Meriter

### Majorsegrar
- 1999 The Open Championship

### Segrar på Europatouren
- 1996 Catalan Open
- 1999 Qatar Masters
- 2001 Dunhill Links Championship
- 2002 Celtic Manor Resort Wales Open
- 2011 Open de Andalucía de Golf
- 2012 Qatar Masters
- 2012 Johnnie Walker Championship at Gleneagles

### Övriga proffssegrar
- 1990 Scottish Assistants Championship
- 1992 UAP Under 25s Championship, Scottish Brewers Championship
- 2002 Aberdeen Asset Management Scottish Match Play Championship

### Lagtävlingar
- Ryder Cup: 1999, 2012
- Seve Trophy: 2000, 2002, 2003
- WGC-World Cup: 1996, 2000, 2002, 2003
- Alfred Dunhill Cup: 1999